# پروومایسکی (شهرستان پلستسکی، استان آرخانگلسک)
پروومایسکی (به لاتین: Pervomaysky) یک منطقهٔ مسکونی در روسیه است که در استان آرخانگلسک واقع شده‌است.